# Johannisfriedhof (Nürnberg)

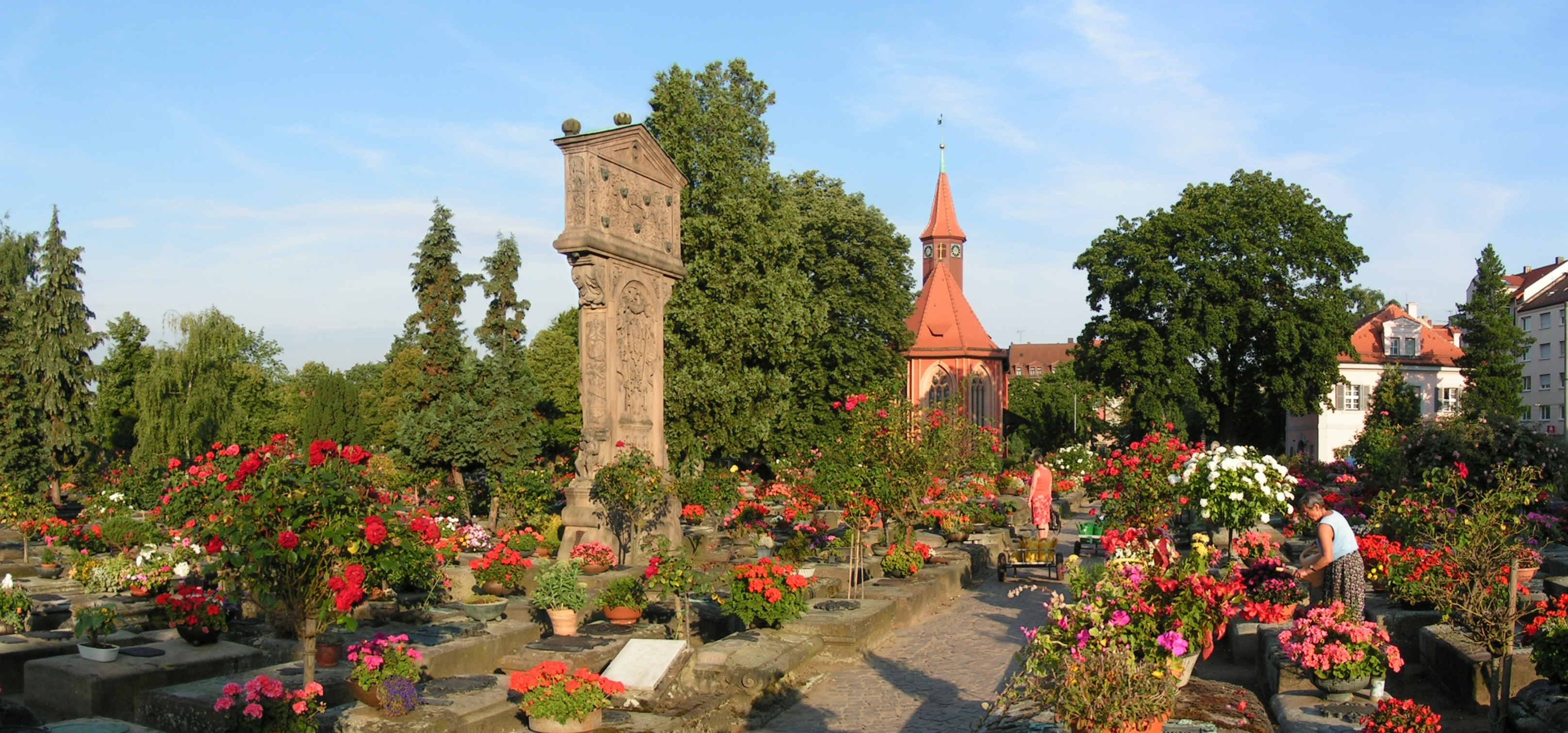
Friedhof St. Johannis (2008)

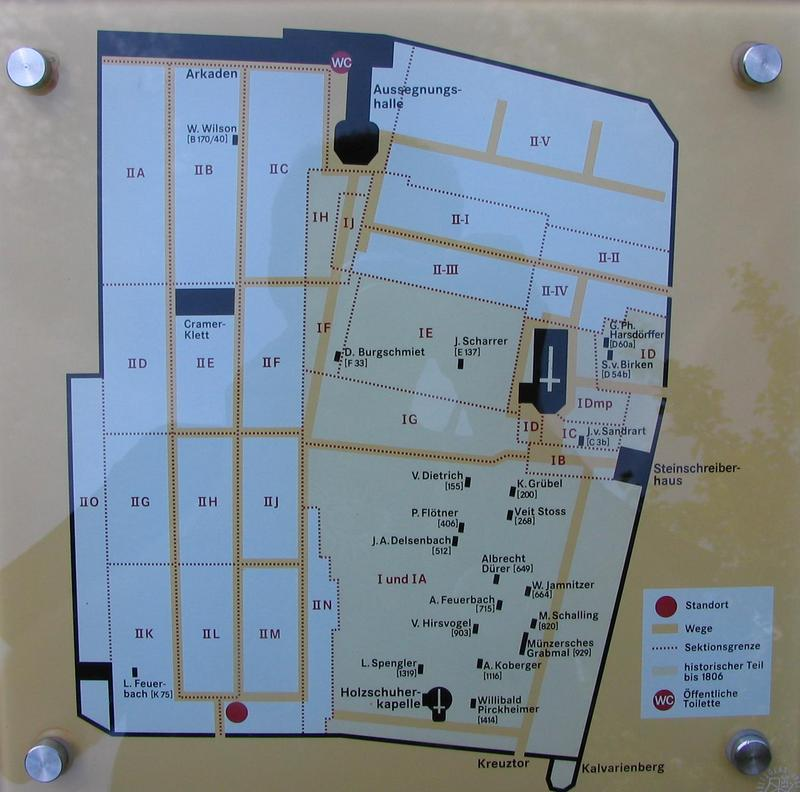
Lageplan

Der Johannisfriedhof ist ein kirchlicher Friedhof in Nürnberg mit historischen und künstlerisch wertvollen Bronzeepitaphien sowie kulturgeschichtlich bedeutsamen liegenden (genormten) Grabsteinen und Grablegen der Nürnberger Bevölkerung aus mehr als fünf Jahrhunderten. Der Begräbnisort ist nach wie vor in Betrieb und steht unter Denkmalschutz, für die Begräbnisse sind die Stadt Nürnberg und die Evangelisch-Lutherische Friedhofsverwaltung zuständig. Wegen der vielen Rosenbüsche wird er auch Rosenfriedhof genannt. Aufgrund der historischen Sehenswürdigkeiten ist der Johannisfriedhof ein Ziel im Rahmen eines Friedhofstourismus und eine Station innerhalb der Historischen Meile Nürnbergs.

## Lage
Der Friedhof liegt westlich der Nürnberger Stadtmauer in St. Johannis, das 1825 eingemeindet wurde. Inmitten des Friedhofs steht die aus dem 13. Jahrhundert stammende St.-Johannis-Kirche. Am Ostrand liegt der Rundbau der Holzschuherkapelle (1506–1507), die Hans Beheim dem Älteren zugeschrieben wird, der sie für Peter Imhoff und seine Ehefrau, eine geborene Holzschuher, um 1514 erbaut hat. Hieronymus Holzschuher wurde dort 1529 bestattet. Die Familie Holzschuher besaß auf dem Friedhof eine eigene, St. Stephan geweihte Kapelle und Begräbnisstelle, wo unter anderem auch Sigmund Gabriel Holzschuher 1642 oder 1635 und 1641 dessen Ehefrau Maria Magdalena geborene Stark von Reckenhof bestattet wurden.

## Geschichte

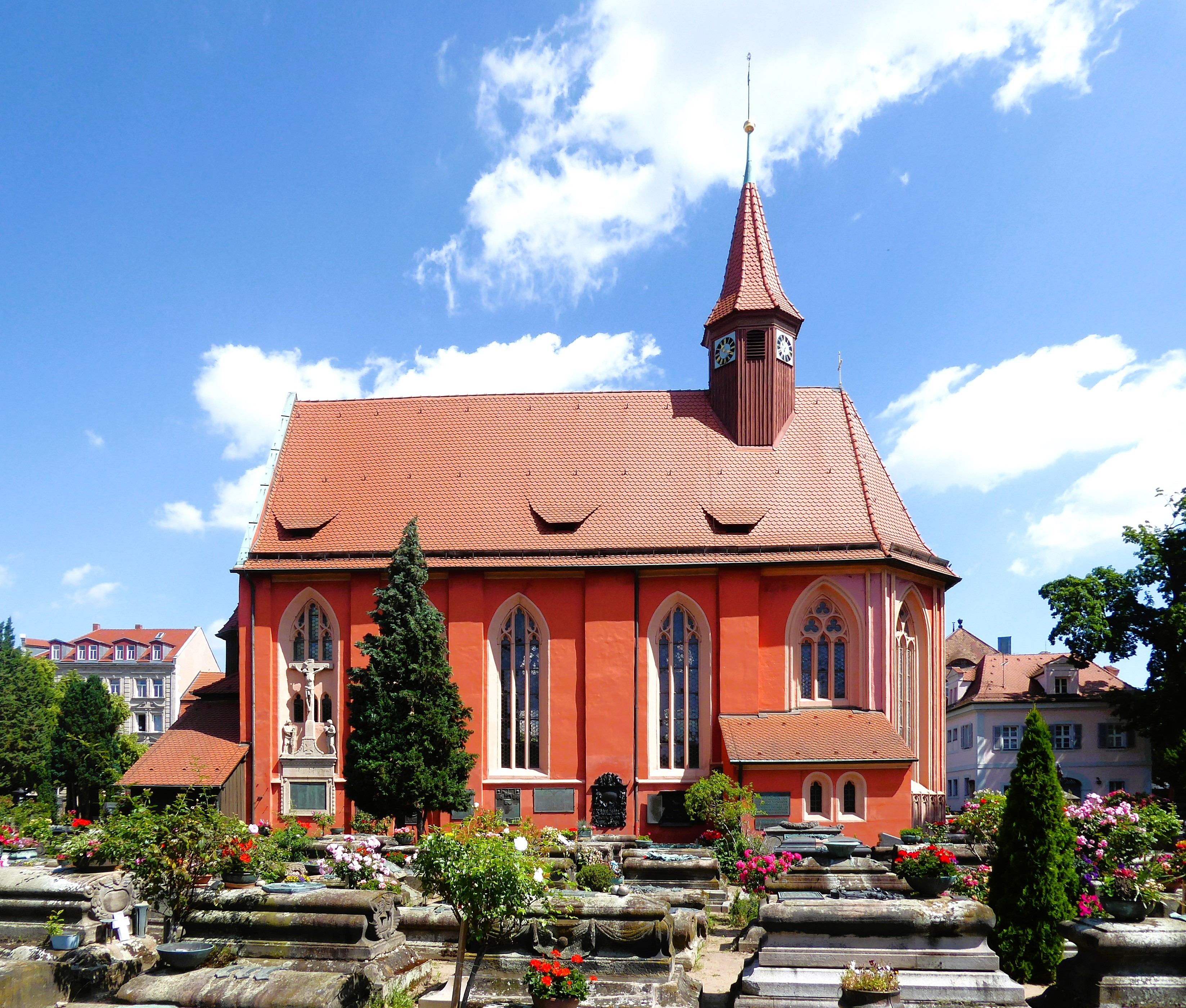
St.-Johannis-Kirche

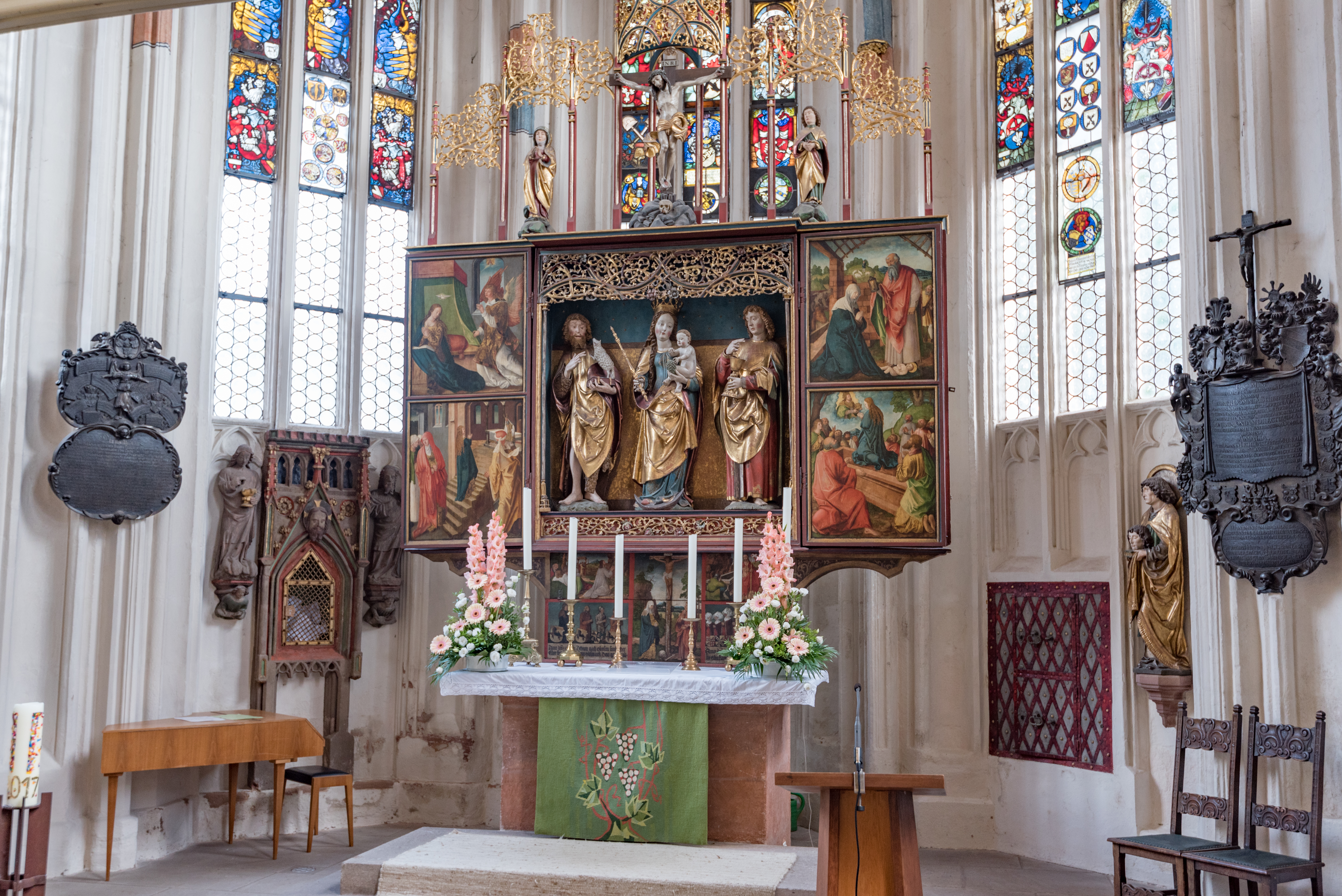
Hochaltar in der Johanniskirche

Keimzelle für den späteren Johannisfriedhof war 1234 ein sogenannter Siechkobel (Aussätzigenhaus) für Leprakranke. 1238 genehmigte Papst Gregor IX. hier einen Begräbnisplatz mit einer Kapelle, die um 1250 den Vorgängerbau der Johanniskirche bildete. In der Folgezeit diente dieser Kirchhof neben den Insassen des Siechkobels auch den Bauern aus der Umgebung als Bestattungsort. Der Chor der heutigen Johanniskirche wurde 1377 geweiht, das Langhaus 1395. Die Kapelle hat ihr damaliges Aussehen seither kaum verändert und auch den Zweiten Weltkrieg weitgehend unzerstört überstanden. Lediglich im Jahre 1446 wurde an der Südseite die Sakristei angebaut. Um eine Trennung der Siechkobelinsassen von anderen Gottesdienstbesuchern zu erreichen, hat man schon im 14. Jahrhundert vom ersten Stock des Siechkobels einen geschlossenen Laufgang bis in die Kirche angelegt. Er führte zur Westseite, während andere Gottesdienstbesucher Einlässe auf der Nord- und Südseite hatten. Die Kirche selbst war bis weit in die Frühe Neuzeit hinein ebenfalls Begräbnisort und zwar für das Nürnberger Patriziat. Aus Gründen des Status wie auch des Seelenheils hielten es die Patrizier für unerlässlich, innerhalb von Kirchen bestattet zu werden. So häuften sich mit der Zeit immer mehr Särge an, das Kirchenschiff konnte bald keine Gottesdienstbesucher mehr aufnehmen. Dies war auch der Grund, zwei Emporen an der Nordseite der Kirche einzubauen. Nach 1800 wurden die Grabmale aus der Kirche entfernt. Die Johanniskirche ist mit wertvollen Altären ausgestattet, der linke Seitenaltar (um 1514) zeigt ein Doppelwappen des Stifterehepaars Imhoff/Holzschuher.
Um 1395 wurde anlässlich einer Pestepidemie auch der Raum rund um die in diesem Jahr geweihte Stephanuskapelle (Vorgängerbau der Holzschuherkapelle) als Bestattungsort für Opfer der Krankheit verwendet. Diese Begräbnisse außerhalb der Mauern waren auch im folgenden 15. Jahrhundert die Ausnahme. Nur wenn Epidemien die Kapazitäten der Kirchhöfe um die Kirchen St. Sebald und St. Lorenz, St. Jakob und beim Heilig-Geist-Spital sprengten, erfolgte dieser Schritt, wobei das Gräberfeld westlich der Stephanuskapelle wohl 1427 und 1457 erweitert wurde.

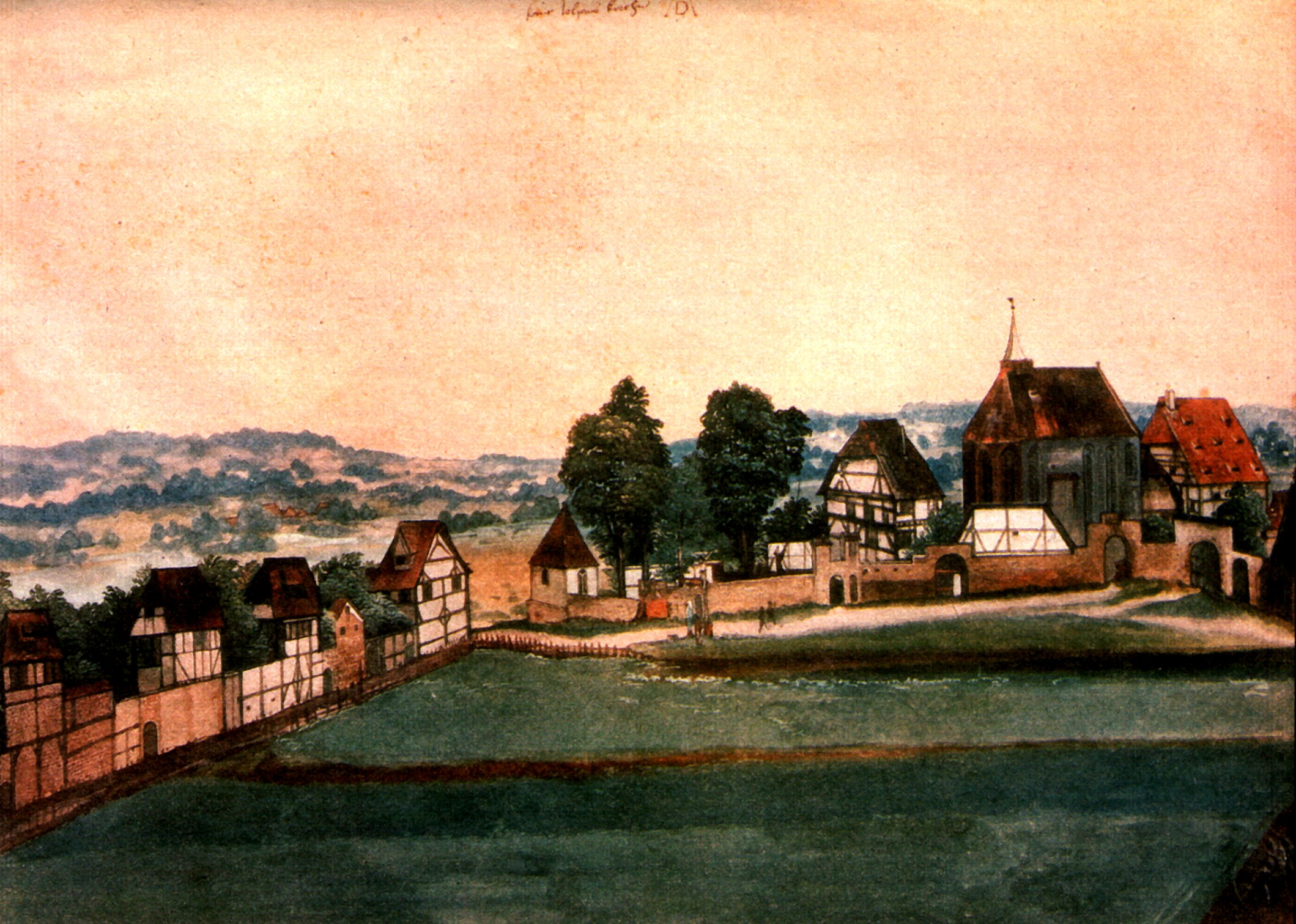
Aquarell des Johannisfriedhofs (Albrecht Dürer), um 1489

Nachdem die hygienischen Zustände auf den Kirchhöfen innerhalb der Stadtmauern im ausgehenden 15. Jahrhundert untragbar geworden waren, erließ der Stadtherr der Reichsstadt Nürnberg, Kaiser Maximilian I., am 31. Oktober 1518 ein Mandat, wonach zunächst in Pestzeiten jegliches Begräbnis außerhalb der Stadtmauern stattzufinden hatte. Auf dieser Grundlage konnte der Rat der Stadt auch gegen den Einspruch der Geistlichkeit durchsetzen, dass für die Pfarrei St. Lorenz nahe dem Spittlertor der Rochusfriedhof neu angelegt wurde und der Johannisfriedhof eine bedeutende Erweiterung erfuhr, so dass dieser die Verstorbenen Bürger der Sebalder Seite aufnehmen konnte. Bereits 1520 gebot der Nürnberger Rat die generelle Bestattung außerhalb der Mauern. In den 1540er Jahren erfolgte das generelle Verbot einer Bestattung auch in den Kirchen innerhalb der Mauern der Stadt. Bis zur Eröffnung des Centralfriedhofs (seit 1904 Westfriedhof) 1880 und des Südfriedhofs 1913 waren der Johannis- und Rochusfriedhof ununterbrochen die Hauptbestattungsplätze der Nürnberger Bevölkerung. Vom 16. bis zum 19. Jahrhundert erfuhr der Johannisfriedhof zahlreiche Erweiterungen, so z. B. 1562 vor dem Hintergrund einer verheerenden Pestepidemie mit rund 9.000 Toten sowie 1644 unter dem Pfarrer Wolfgang Jacob Dümler.
Von der Stadt zum Friedhof führt der Nürnberger Kreuzweg mit sieben Stationen, die 1506–1508 von Adam Kraft geschaffen wurden. Seit dem 20. Jahrhundert stehen an dem Kreuzweg nur Kopien dieser Werke. Die Originalstationen befinden sich im Germanischen Nationalmuseum, die Kreuzigungsgruppe im Heilig-Geist-Spital und die Grablegung in der Holzschuherkapelle.

## Epitaphienkunst

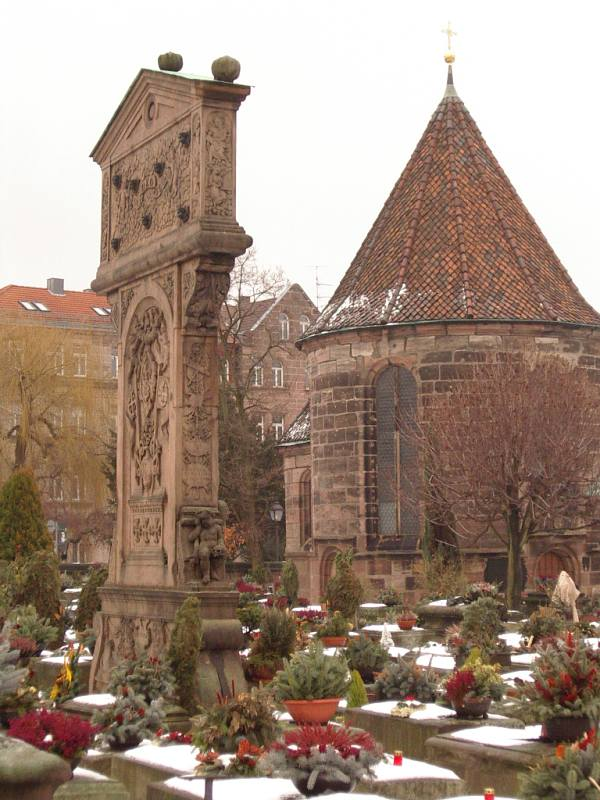
Holzschuherkapelle von 1515 und Stele des Wolfgang Münzer

Die kunsthandwerkliche Tradition zur Herstellung der Epitaphien wurde 2018 in das Bayerische Landesverzeichnis des immateriellen Kulturerbes aufgenommen. Die einmalige Ausdrucksform der Sepulkralkultur entstand einerseits aus dem Bedürfnis, auf dem witterungsempfindlichen Sandstein der Grabsteine überdauernde Zeichen anzubringen sowie andererseits aus dem überragenden handwerklichen Können der Nürnberger Rotschmiede.
Mit einem Epitaph versahen nicht nur sozial privilegierte Personen ihre Gräber. Von Anfang an gab es auf dem Gräberfeld keine abgegrenzten Areale für die begüterte patrizische Oberschicht, vielmehr lassen sich aus den individuell gestalteten Grabtafeln die unterschiedlichsten Berufe und Tätigkeiten ablesen. Gerade die Handwerker setzten sich mit ihren Werkzeugen oder auch Produkten ins Bild, wodurch die Bronzeepitaphien wichtige Quellen der Handwerksgeschichte und der materiellen Kultur sind. Auch über die Sozial- und Mentalitätsgeschichte sowie die Kunstgeschichte lassen sich zahlreiche anschauliche Erkenntnisse gewinnen.
Die Bronzeepitaphien auf dem Johannisfriedhof, dem Rochusfriedhof und dem Friedhof in Wöhrd (die im Zweiten Weltkrieg zerstört wurden) sind im 16. und frühen 17. Jahrhundert von dem Mediziner Michael Rötenbeck (1568–1623) untersucht worden. 1682 erfasste Christoph Friedrich Gugel sie erstmals komplett und brachte sein Ergebnis zum Druck. 1736 erschien das Werk des Altdorfer Gelehrten Johann Martin Trechsel, genannt Großkopf, das die Grabstätten auf dem Johannisfriedhof, in der Johanniskirche und der Holzschuherkapelle behandelte. Eine systematische, digital zugängliche und wissenschaftliche Bestandsaufnahme der unter Einzeldenkmalschutz stehenden, tausenden historischen Epitaphien auf dem Johannis- und Rochusfriedhof fehlt bis heute. Eine hochwertige fotografische Dokumentation liegt – als Privatinitiative – vor. Zahlreiche Epitaphien sind durch Kriegseinwirkung, Vandalismus oder Materialschäden in ihrem Bestand gefährdet. Ein Verein und eine Stiftung widmen sich dem Fortbestand der Kulturfriedhöfe.

## Gräber bekannter Persönlichkeiten

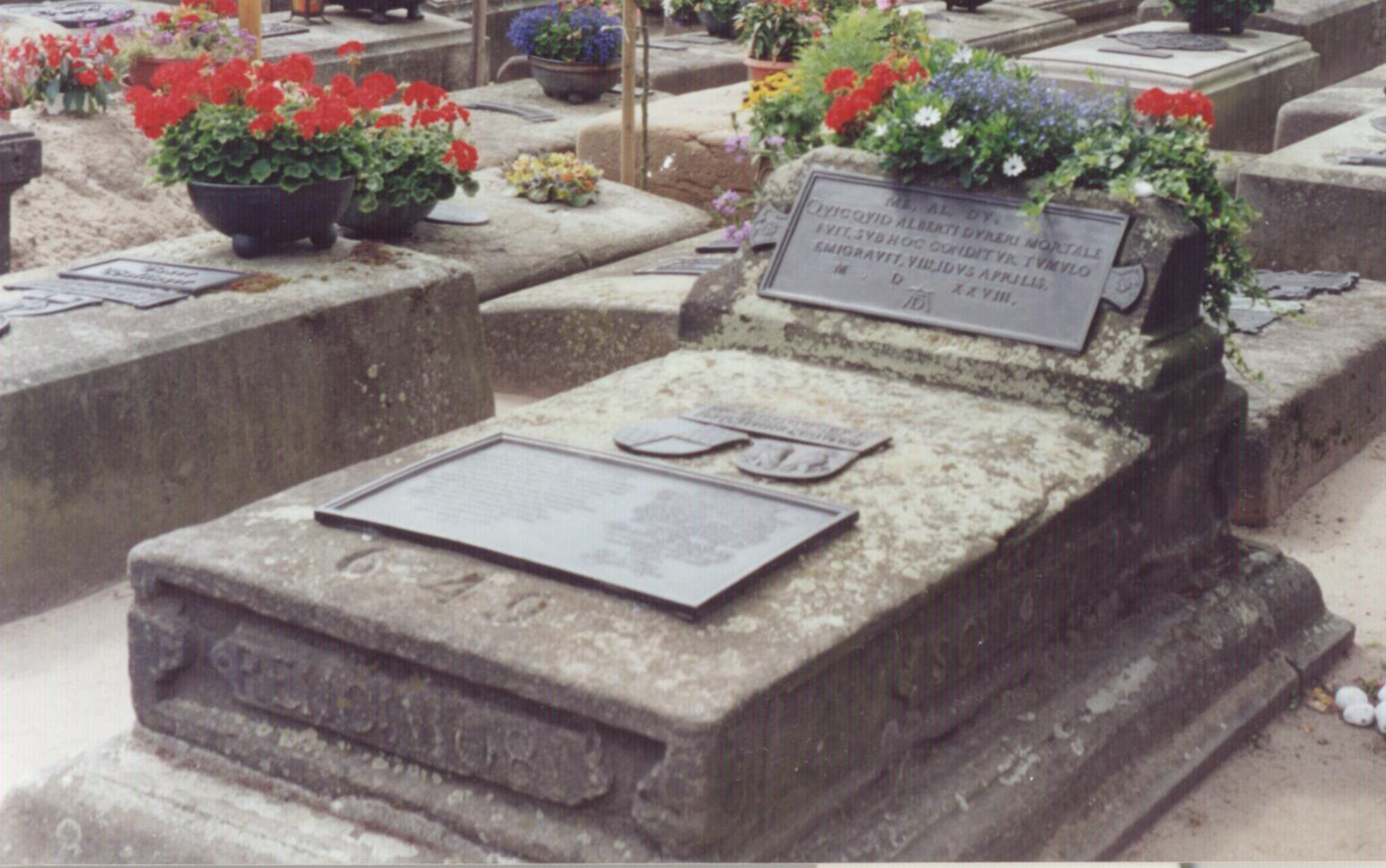
Albrecht Dürers Grab

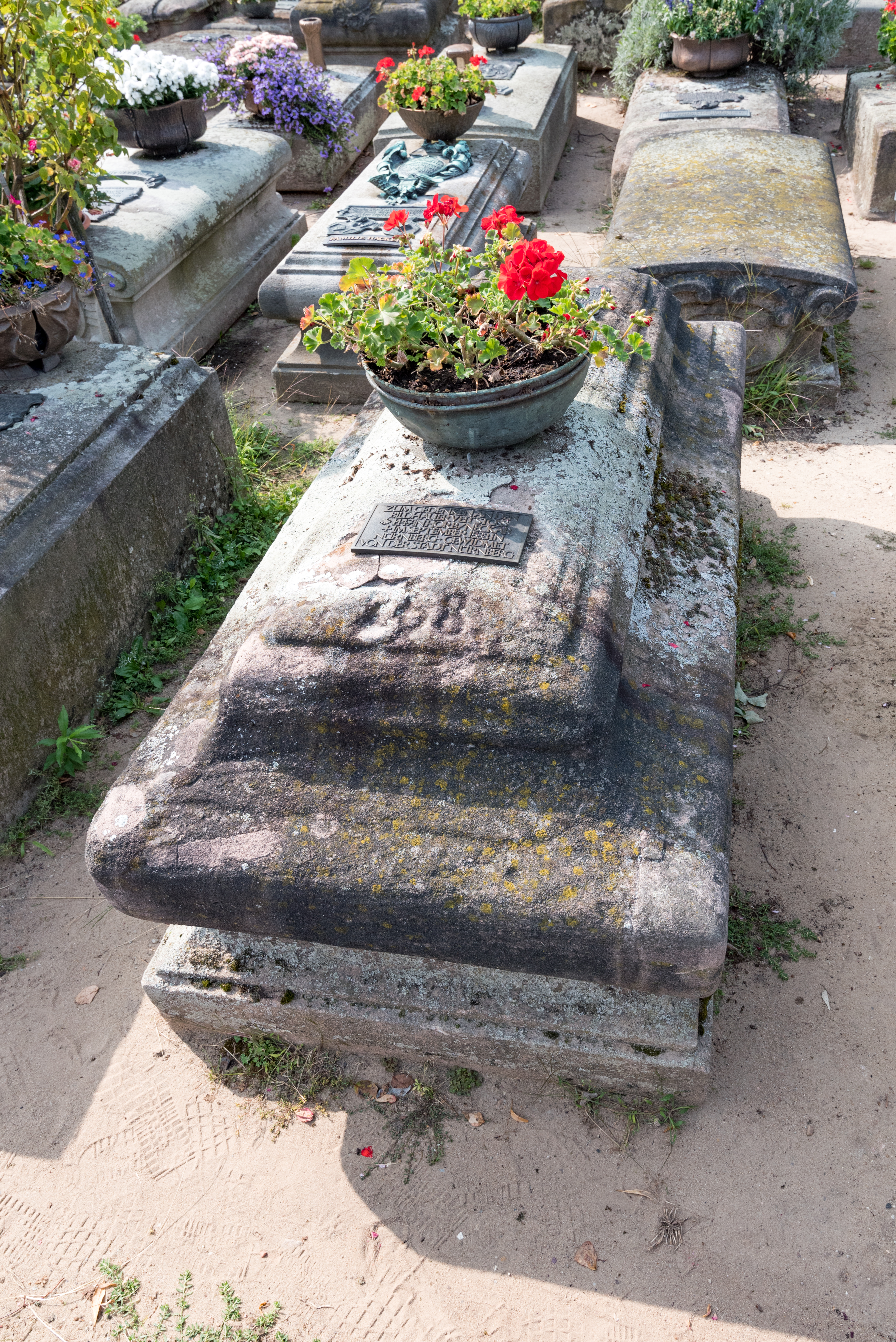
Veit Stoß’ Grab

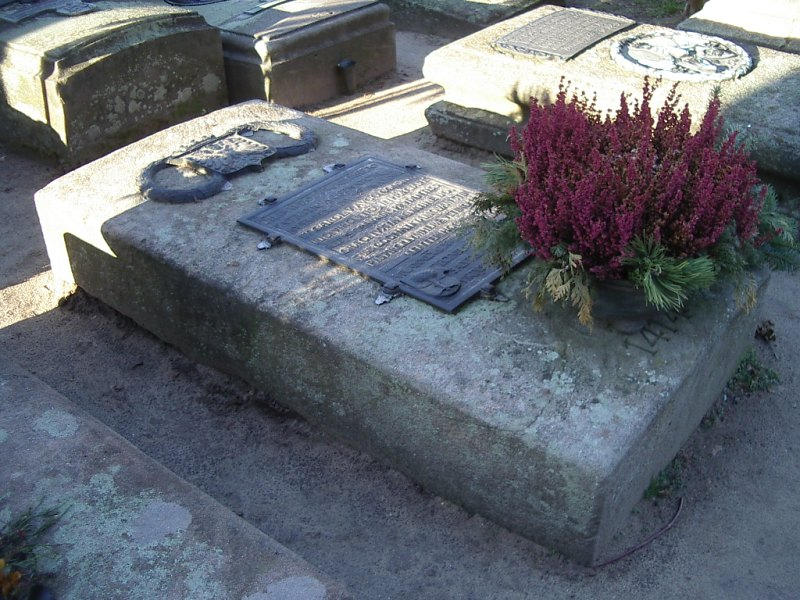
Willibald Pirckheimers Grab

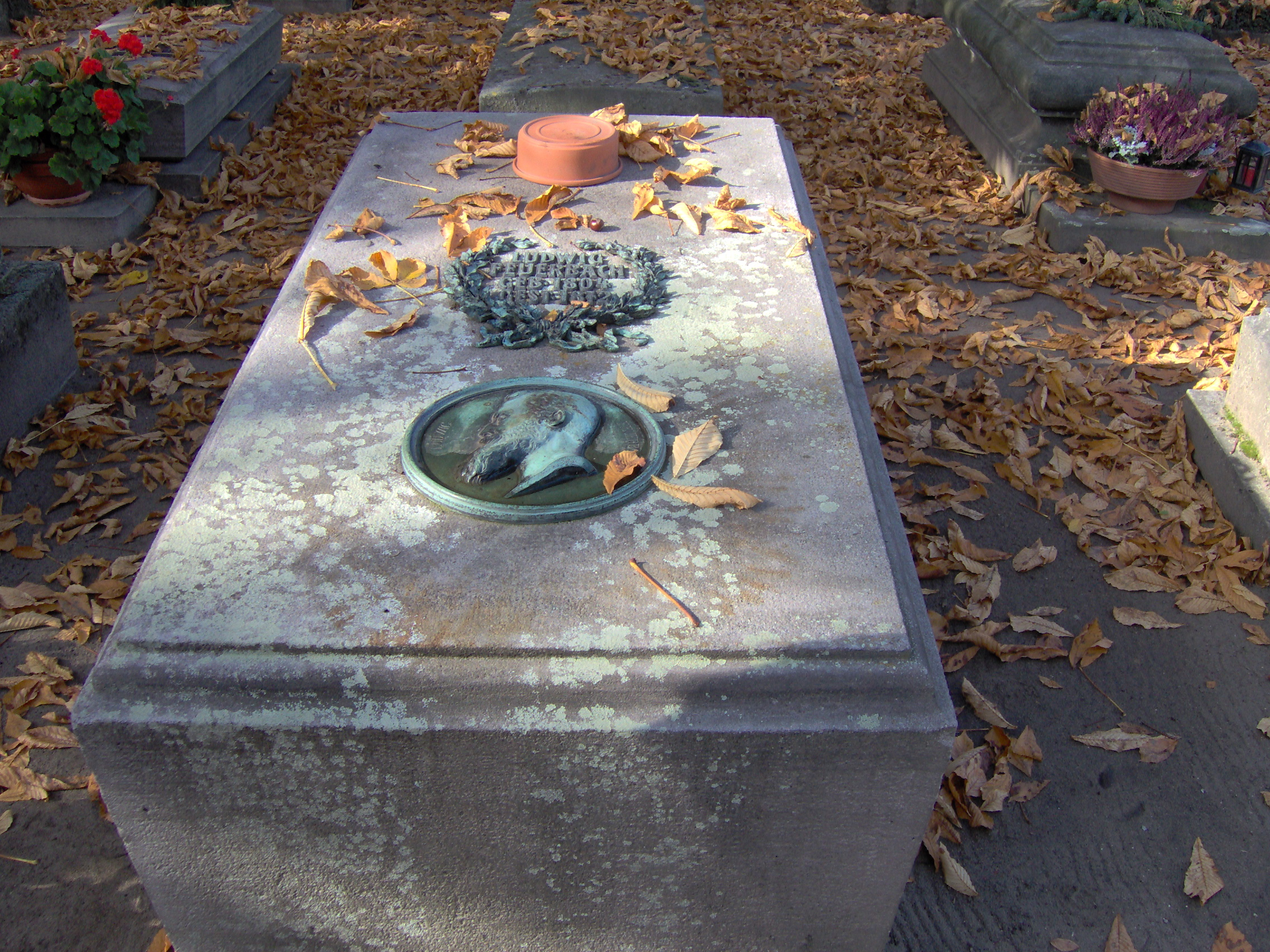
Ludwig Feuerbachs Grab

- Wilhelm Beckh (1836–1921), Nürnberger Arzt, Hofrat, Ehrenmitglied des Pegnesischen Blumenordens
- Sigmund von Birken (1626–1681), Dichter, Mitglied des Pegnesischen Blumenordens
- Jacob Daniel Burgschmiet (1796–1858), Bildhauer und Erzgießer
- Johannes Busereuth (1548–1610), Rechtswissenschaftler, Mediziner und Hochschullehrer, Ratskonsulent in Nürnberg
- Kevin Coyne (1944–2004), Musiker und Maler
- Theodor von Cramer-Klett (1817–1884), Unternehmer
- Veit Dietrich (1506–1549), Theologe, Schriftsteller und Reformator
- Margaretha Barbara Dietzsch (1726–1795), Malerin und Radiererin
- Albrecht Dürer (1471–1528), Maler, Grafiker, Mathematiker
- August Essenwein (1831–1892), Architekt und zweiter Direktor des Germanischen Nationalmuseums
- Anselm Feuerbach (1829–1880), Maler
- Ludwig Andreas Feuerbach (1804–1872), atheistischer Philosoph
- Peter Flötner (um 1490–1546), Grafiker, Medailleur und Bildschnitzer
- Manfred Grieb (1933–2012), Unternehmer und Kunstsammler, Ehrenkreuzträger des Pegnesischen Blumenordens
- Konrad Grübel (1736–1809), Mundartdichter, Mitglied des Pegnesischen Blumenordens
- Georg Philipp Harsdörffer (1607–1658), Dichter des Barock, Gründer des Pegnesischen Blumenordens
- Georg Hartmann (1489–1564), Instrumentenmacher
- Heinrich Heerwagen (1811–1888), Rektor des Egidiengymnasiums, Lokalhistoriker, Mitbegründer des Vereins für die Geschichte der Stadt Nürnberg
- Veit Hirschvogel (1461–1526), Glasmaler der Renaissance
- Holzschuher von Harrlach, die Holzschuherkapelle ist Begräbnisstätte der Holzschuher
- Wenzel Jamnitzer (1507 oder 1508–1585), Goldschmied und Kupferstecher
- Richard Kandt (1867–1918), Entdecker der Nilquelle, kaiserlicher Resident von Ruanda
- Anton Koberger (um 1440–1513), Buchdrucker, Verleger und Buchhändler
- Matthias Lexer (1830–1892), Germanist und Lexikograph
- Abraham Löscher (1520–1575), Humanist, Dichter und Rechtswissenschaftler, Nürnberger Stadtkonsulent
- Erich Mulzer (1929–2005), Vorsitzender der Altstadtfreunde Nürnberg
- Gottfried O. H. Naumann (1935–2021), Augenarzt und Ordinarius für Augenheilkunde an den Universitäten Tübingen und Erlangen
- Johann Neudörffer der Ältere (1497–1563), Schreib- und Rechenmeister
- Sixtus von Oelhafen zu Schöllenbach, kaiserlicher Hofrat
- Andreas Georg Paumgartner (1613–1686), Kriegshauptmann, Verwalter der städtischen Steuern[11]
- Martin Peller, Großkaufmann
- Johannes Petreius (um 1497–1550), Holzschnitzer, Buchdrucker und Verleger
- Willibald Pirckheimer (1470–1530), Humanist
- Georg Zacharias Platner (1781–1862), Initiator der Ludwigsbahn
- August Johann Rösel von Rosenhof (1705–1759), Naturforscher, Miniaturmaler und Kupferstecher.
- Hans Sachs (1494–1576), Schuhmacher, Dichter, Meistersinger
- Joachim von Sandrart (1606–1688), Maler, Kupferstecher, Kunsthistoriker
- Johannes Scharrer (1785–1844), Unternehmer, Bürgermeister, Initiator und später Direktor der Ludwigs-Eisenbahn, Gründer etlicher Bildungsanstalten in Nürnberg
- Theo Schöller (1917–2004), Unternehmer
- Adam Rudolf Solger (1693–1770), evangelischer Geistlicher, Bibliothekar und Büchersammler
- Lazarus Spengler (1479–1534), Oberster Ratsschreiber und Förderer der Reformation
- Sigmund Theophil Staden (1607–1655), Organist, Komponist, Stadtpfeifer, Maler und Dichter
- Veit Stoß (um 1447–1533), Bildhauer und -schnitzer
- Johannes Strebel (1832–1909), Orgelbauer
- Christoph Jacob Trew (1695–1769), Arzt und Botaniker
- Johann Christoph Volkamer (1644–1720), Kaufmann, Fabrikant und Botaniker
- Hans Weidinger (1929–2016), Gynäkologe
- Christoph Weiß (1813–1883), Kunstdrechsler und Schriftsteller, Mitglied des Pegnesischen Blumenordens
- William Wilson (1809–1862), erster Lokomotivführer in Deutschland, fuhr 1835 den Adler zwischen Nürnberg und Fürth
- Benedikt Wurzelbauer (1548–1620), Erzgießer